# Sophus Tromholt

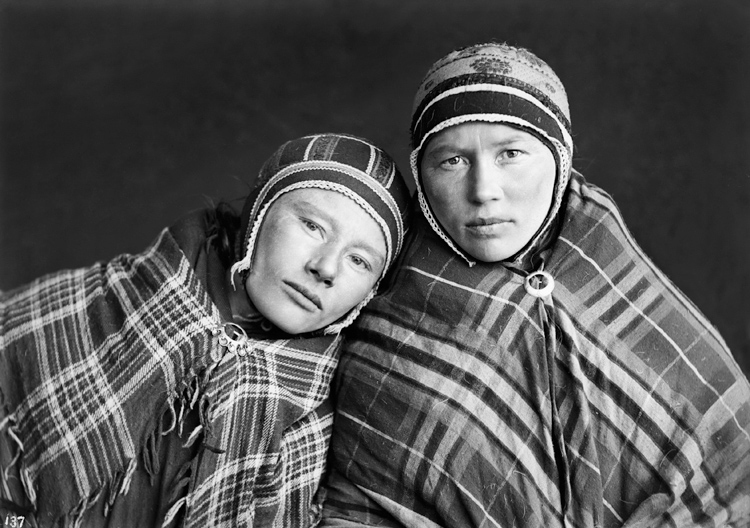
Portret dwóch Laponek, Kautokeino, 1883–1883

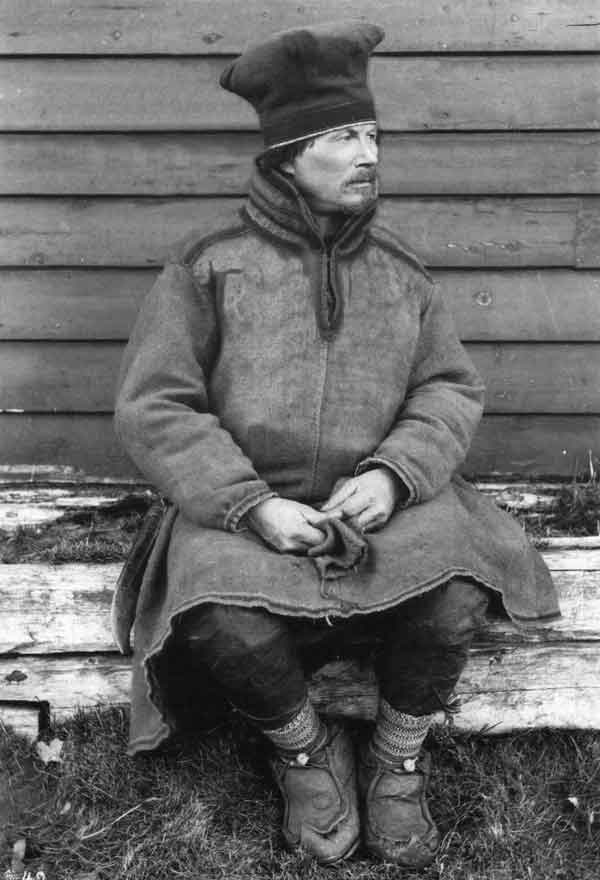
Portet Larsa Jacobsena Hætta, Kautokeino, 1882 lub 1883

Sophus Tromholt (ur. 2 czerwca 1851 w Husum, zm. 17 kwietnia 1896 w Blankenhain) – duński nauczyciel, badacz północy, astrofizyk samouk i fotograf amator. Pionier badań nad zorzą polarną (Aurora Borealis) na podstawie obserwacji z całej Skandynawii. 
Oprócz napisania trzech rozpraw naukowych na temat zorzy polarnej, gromadził historyczne obserwacje zorzy, pisał artykuły popularnonaukowe do gazet i czasopism oraz prowadził wykłady na tematy popularnonaukowe. Wykonał pierwsze fotografie Lapończyków z Kautokeino. W 2013 roku kolekcja fotografii Sophusa Tromholta została wpisana na międzynarodową listę UNESCO Pamięć Świata. 

## Praca badawcza
W związku z Międzynarodowym Rokiem Polarnym 1882–1883 Norweski Instytut Meteorologiczny otworzył stację polarną w Bossekop. Tromholt otrzymał wówczas pięcieletni grant od rządu norweskiego oraz wsparcie browaru JC Jacobsena w Kopenhadze na prowadzenie jednoosobowego obserwatorium zorzy polarnej w Kautokeino. Umożliwiło to prowadzenie badań porównawczych bazując na obserwacjach z Bossekop. Od 1878/79 gromadził obserwacje z ponad 100 stacji badwaczych w Norwegii, Szwecji i Danii, które porównywał z własnymi z Bergen. Udokumentował związek między pojawianiem się zorzy polarnej a występowaniem plam na słońcu. Po skończeniu się dotacji, zamieszkał w Niemczech, gdzie utrzymywał się z pisarstwa i prowadzenia wykładów na tematy popularnonaukowe.

## Fotografie
Podczas pobytu w Kautokeino, wykonał pierwsze fotografie miejscowych Lapończyków. Ze swoich podróży po Finlandii pisał raporty, które publikował dziennik „Morgenbladet”. Artykuły te zostały później zebrane, zilustrowane fotografiami, wzbogacone o rozdziały na temat zorzy polarnej i opracowane w formie książki – Under the Rays of the Aurora Borealis wydanej w Londynie. Tromholtowi nie udało się jednak zrobić zdjęć zorzy polarnej – nie było wówczas jeszcze wystarczająco światłoczułych materiałów, by uchwycić blade światło zorzy. Tromholt wykonywał zdjęcia krajobrazu i fotografował sceny życia codziennego. Za najbardziej innowacyjne uznano 50 fotografii Lapończyków. W 1883 roku Tromholt podarował zdjęcia bibliotece Uniwersytetu w Bergen, a negatywy sprzedał miejscowemu fotografowi Knudowi Knudsenowi w latach 90. XIX wieku. Negatywy znajdują się w bibliotece uniwersyteckiej w Bergen – część negatywów została podarowana bibliotece przez firmę Photo Knudsen w 1992 roku, a część biblioteka zakupiła sama.
W 2013 roku kolekcja fotografii Sophusa Tromholta została wpisana na międzynarodową listę UNESCO Pamięć Świata.

## Publikacje
- Om "verdens undergang": kometer m.m. : et populært foredrag, afholdt i Bergen den 22de september 1881, Bergen, C. Floor. 1881
- Om Nordlysets Perioder/Sur les périodes de l'aurore boréale, Aarbog 1880, Det danske meteorologiske Institut, København, 1882
- Under the Rays of the Aurora Borealis: in the Land of the Lapps and Kvæns. Sampson Low, Marston Searle & Rivington, London, 1885
- Breve fra Ultima Thule: Indtryk fra et Ophold paa Island, Randers, 1885
- Omrids af astronomien: efter S. Newcombs populære astronomi, Kristiania: Selskabet for folkeoplysningens fremme, 1887
- Catalog der in Norwegen bis Juni 1878 beobachteten Nordlichter, Kristiania, 1902